# Ferrera Erbognone
Ferrera Erbognone (Frèra in dialetto lomellino) è un comune italiano di 1 091 abitanti della provincia di Pavia in Lombardia. Si trova nella Lomellina meridionale, sul torrente Erbognone, affluente dell'Agogna.

## Storia
Ferrera fu sempre legato al vicino Sannazzaro de' Burgondi, appartenendo probabilmente fin dal 1000 circa ai nobili Sannazzaro. Nel 1250 è citato nell'elenco delle terre appartenenti al dominio pavese; seguì poi le sorti del feudo di Sannazzaro, signoria dei Malaspina a partire dal 1466. Ferrera risultava unito al comune di Sannazzaro ancora all'inizio del XVII secolo, divenendo autonomo verso la metà del secolo. Nel 1806 a Ferrera fu unito il comune di Cascina Confalonera. Nel 1863 assunse la denominazione di Ferrera Erbognone.

### Simboli
Stemma
Lo stemma deriva dal blasone dalla famiglia feudale dei Malaspina di 
Alagna di cui questo Comune ha seguito le vicende storiche. È stato approvato con delibera del consiglio comunale n. 49 del 9 ottobre 1949 e concesso, assieme al gonfalone, con decreto del presidente della Repubblica del 2 marzo 1954.
Gonfalone
per metà in senso verticale ed al centro saranno riprodotti lo scudo e le armi del comune con in alto 
il nome del Comune stesso.»
(Statuto comunale, art. 4)

## Monumenti e luoghi d'interesse

### Le Cascine
La Cascina Confalonera è una grande cascina situata a nordovest di Ferrera; costituiva nel XVIII secolo un comune, con il nome di Cascina Confalonera con Cascina Ardizzi. Cascina Ardizzi (poi detta Casalino, e che costituisce la parte orientale della attuale Confalonera) era un luogo più antico, già nominato come comune nel XVII secolo e ancora all'inizio del successivo. Confalonera prevalse successivamente e oggi il nome indica entrambe le cascine. Entrambe seguirono le sorti di Ottobiano, e solo nel 1806 il comune, abolito, fu aggregato a Ferrera.

### Antica ghiacciaia
L'antica ghiacciaia è una delle ultime rimaste in questi luoghi rurali; essa aveva la funzione di contenere lastre e pezzi di ghiaccio ricavati dai vicini corsi d'acqua e acquitrini che, data la freschezza dell'ambiente sotterraneo, si conservavano a lungo, permettendo quindi la conservazione di diversi generi alimentari.

## Società

### Evoluzione demografica
Abitanti censiti

## Cultura
A Ferrera Erbognone ha sede L'Ecomuseo del paesaggio Lomellino, fondato nel 2008 è volto a valorizzare il proprio territorio tra cui
risaie, castelli, abbazie, cascine e sagre gastronomiche.

## Infrastrutture e trasporti
Fra il 1884 e il 1933 la località era raggiungibile mediante un'apposita fermata posta lungo il tracciato della tranvia Mortara-Ottobiano-Pieve del Cairo. Attualmente è servita dalla stazione di Ferrera Lomellina, posta sulla ferrovia Pavia-Alessandria.
L'ENI ha installato nel suo Green Data Center il più grande supercalcolatore italiano, lo HPC4.
Il territorio comunale ospita inoltre, insieme a quella di Sannazzaro, una delle più importanti raffinerie a livello europeo, anch'essa di proprietà del gruppo ENI. Fa parte della stessa l’impianto ENI EST (ENI Slurry Technology), tecnologia licenziata interamente da ENI e capace di trattare combustibili pesanti massimizzando la produzione di combustibili leggeri (gasolio, benzina); l'impianto è stato costituito interamente all'interno del comune di Ferrera Erbognone.

## Amministrazione
Il sindaco di Ferrera Erbognone è Riccardo Freddi (lista civica Ferrera Insieme), in carica dal 10 giugno 2024.

## Sport

### Calcio
La principale squadra di calcio della città era il C.S.D. Ferrera Erbognone 1980. Vanta una partecipazione al campionato lombardo di Eccellenza nell'annata 2018-19, grazie alla promozione colta nella stagione precedente. Dopo aver terminato il torneo all'ultimo posto, retrocede in Promozione. Il 12 settembre 2019, a campionato già iniziato, comunica il proprio ritiro dal campionato. I colori sociali sono il rosso e l'azzurro.

### Ciclismo
Gs Flores Ferrera Associazione Sportiva Dilettantistica è affiliata all'ASC. L'associazione è nata con l'intento di formare nuovi campioni di ciclismo e farli allenare nelle gare cui partecipa o che organizzano insieme all'ASC.